# Platja de Giverola
La platja de Giverola o cala Giverola, és una platja del municipi de Tossa de Mar (Selva), ubicada a la cala de Giverola, entre la Cala Pola i la Cala Futadera. Es troba en un entorn semi-natural, encaixada enmig d'un tram de costa rocallós farcit de caletes. Limita a nord i a sud amb penya-segats. La vall del torrent de Giverola està ocupada per les instal·lacions del resort Pola-Giverola. Està formada per sorres gruixudes i grava, té 37 metres d'amplada i 172 de llargada. El pendent d'entrada a l'aigua és fort. El fons marí és de sorra a la part ampla i de roques a la part estreta.
Disposa de dutxes, guingueta, aparcament i un hotel amb restaurant a peu de platja, amb diferents instal·lacions esportives. Presenta, a més, un punt de lloguer de patins de pedals, caiacs i embarcacions de vela lleugera. També hi ha un servei de barques amb fons de vidre que recorre la costa.
L'Agència Catalana de l'Aigua efectua un control setmanal de la qualitat de l'aigua, durant la temporada de bany, amb el resultat d'excel·lent.
Separada per una zona de roca, hi ha la Platja del Racó de Llevant de Giverola, formada per graves i còdols, d'una llargada de 62 metres i una amplada de 12 metres. Les dues platges estan connectades per un túnel.
L'any 2008 es va enderrocar un restaurant que ocupava la zona de domini marítimo-terrestre, després que se li acabés la concessió i que haguessin passat vàries pròrrogues.
La zona del resort esmentat dona servei als empleats de la PTT suïssa. Fins i tot hi ha un ascensor que connecta la platja amb l'entrada del complex.